# Lamjed Chehoudi
Lamjed Chehoudi, né le 8 mai 1986 à Dubaï, est un footballeur tunisien qui joue au poste d'ailier droit.

## Biographie
Le 29 mars 2011, il est convoqué pour la première fois par Sami Trabelsi pour jouer avec l'équipe de Tunisie un match amical contre Oman.

## Palmarès
- Championnat d'Afrique des nations : 2011
- Championnat de Bahreïn : 2007